# Universidad Nacional de Taiwán
La Universidad Nacional de Taiwán (Abreviado: NTU; en chino: 國立臺灣大學) es una institución académica que se encuentra en la ciudad taiwanesa de Taipéi. En  Taiwán, es más comúnmente conocida como "Táidà" (台大). Su campus principal de 1.086.167 m² se encuentra en el distrito Da'an de Taipéi. Además, la universidad cuenta con otros 6 campus en la ciudad, con un área total de 345.830.000 m². La universidad está formada por 11 facultades, 54 departamentos, 103 institutos de posgrado y 4 centros de investigación. En 2010, el cuerpo estudiantil se componía de 17.514 estudiantes de grado y 15.824 estudiantes de posgrado.
La universidad fue fundada en 1928 por el gobierno japonés durante la  era colonial japonesa y luego fue conocido como la Universidad Imperial Taihoku (Taipéi). Después de la Segunda Guerra Mundial, el gobierno de la República de China reanudó la administración de la Universidad Taihoku y la reorganizó y renombró como la Universidad Nacional de Taiwán el 15 de noviembre de 1945.
La NTU se considera a menudo como una de las más prestigiosas universidades de Taiwán. Tiene una fuerte relación con la Academia Sínica.[cita requerida]

## Historia

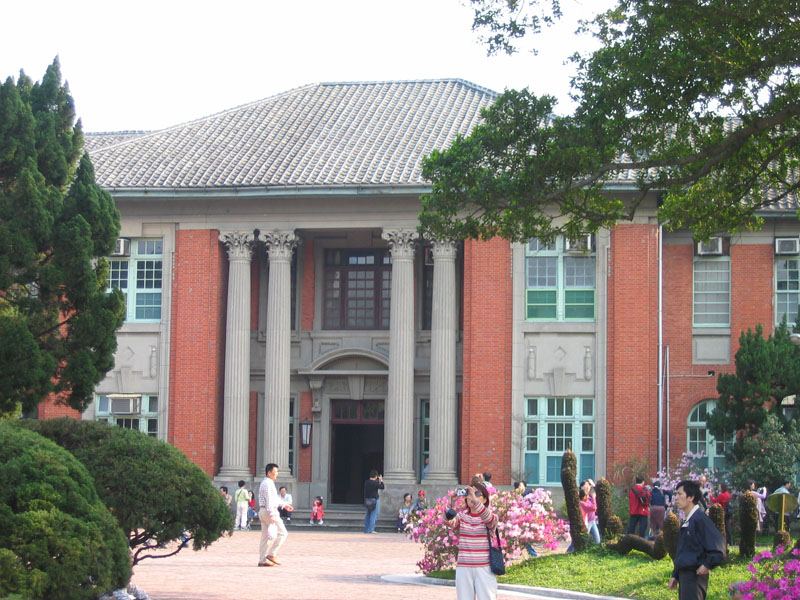
Edificio de administración central de la NTU

La Universidad Nacional de Taiwán tiene sus orígenes en la Universidad Imperial Taihoku ( japonés: 台北 帝国 大学, Taihoku Teikoku Daigaku), fundada por el  Gobierno colonial japonés de Taiwán en 1928 como miembro del  sistema universitario imperial  administrado por el Imperio de Japón.
El primer presidente de la institución fue Taira Shidehara. La Universidad Imperial Taihoku comenzó con la Facultad de Humanidades y Derecho y la Facultad de Ciencias de la Agricultura, dando servicio a 60 estudiantes. La universidad estaba dirigida inicialmente a los nacionales japoneses, pocos estudiantes taiwaneses fueron admitidos. La Facultad de Medicina y la Facultad de Ingeniería se añadieron en 1935 y 1943, respectivamente.
Después de la Segunda Guerra Mundial el gobierno de la República de China reorganizó la institución para enfocarla a los estudiantes de habla china. La universidad se rebautizó como  Universidad Nacional de Taiwán el 15 de noviembre de 1945 y Lo Tsung-lo fue nombrado presidente. En 1962, se iniciaron proyectos conjuntos con la Academia Sínica. El departamento nocturno se introdujo en 1967. Entre 1972 y 1975, tuvo lugar el incidente del Departamento de Filosofía, durante el  período de gobierno autoritario, que comportó el despido de varios profesores.
En 1988 se abrió una nueva biblioteca universitaria. En 1999, el departamento nocturno y el Centro de Educación Continua se fusionaron para crear el Departamento de Educación Continua y Desarrollo Profesional. Lee Si-Chen, el actual presidente, tomó el cargo en 2005.

## Estudios
La NTU ofrece  grados, maestrías y doctorados en diversas disciplinas.
Los estudiantes pueden elegir cursos ofrecidos por cualquiera de las facultades; sin embargo, las materias obligatorias designadas para cada especialidad deben completarse para obtener el título. El estudiante debe elegir la especialidad cuando se inscribe en la universidad, algunas especialidades son más competitivas que otras y requieren una calificación superior en el examen nacional de acceso. En los últimos años,  medicina, ingeniería eléctrica, derecho y finanzas han sido las carreras más solicitadas. La mayoría de especialidades se completan en cuatro años, mientras que otras como odontología y medicina pueden llevar seis y siete años, respectivamente.
La NTU requiere que la mayoría de sus estudiantes de grado completen un plan de estudios básico, que incluye clases de lengua china, inglés, educación física, y servicio público. La facultad de medicina, además dicta a cada uno de sus estudiantes a tomar clases de Filosofía y Sociología y seminarios en ética y tanatología. La instrucción militar ya no es un curso obligatorio para los varones, pero es un requisito previo si van a solicitar el ingreso como funcionarios durante el servicio militar obligatorio.
El número total de estudiantes, incluyendo los matriculados en la Escuela de Estudios Profesionales y Continuos, se eleva a más de 33.000, incluyendo a más de 17.000 estudiantes universitarios y 15.000 estudiantes de postgrado. Tanto el personal universitario como los estudiantes produjeron en 2010 más de 5.000 publicaciones de investigación.

## Organización

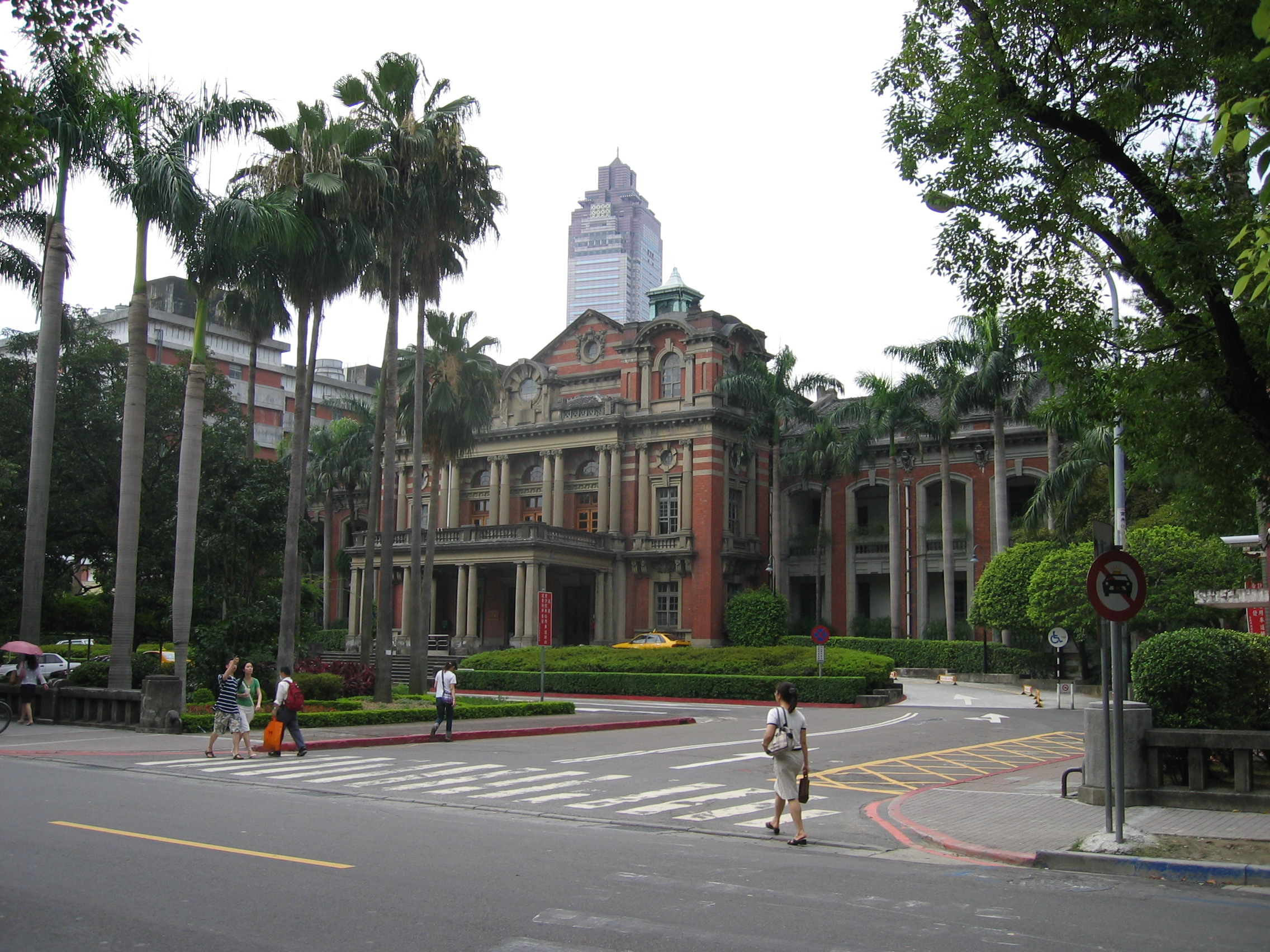
El edificio original que actualmente alberga el Hospital de la Universidad Nacional de Taiwán en Taipéi

El presidente lidera la universidad, haciendo las funciones de rector. Cada facultad está dirigida por un decano, y cada departamento por un coordinador. Los estudiantes eligen a sus propios representantes cada año para asistir a reuniones administrativas.
La NTU está compuesta por las siguientes facultades:
- Facultad de Humanidades
- Facultad de Ciencias
- Facultad de Ciencias Sociales
- Facultad de Medicina
- Facultad de Ingeniería
- Facultad de Bio-recursos y la Agricultura
- Facultad de Administración
- Facultad de Salud Pública
- Facultad de Ingeniería Eléctrica y Ciencias de la Computación
- Facultad de Derecho
- Facultad de Ciencias de la Vida
- Escuela de Odontología
- Escuela de Farmacia
- Escuela de Medicina Veterinaria

El  Programa Internacional de Lengua China (ICLP), fundado por la Universidad de Stanford, se encuentra en la Universidad Nacional de Taiwán.

## Campus
La universidad cuenta con seis campus en el área de Taipéi (incluyendo Nueva Taipéi) y dos campus adicionales en el condado de Nantou, que asciende a casi el 1% de la superficie total de la isla de Taiwán. La universidad controla granjas, bosques, y hospitales con fines educativos y de investigación.
El campus principal (mapa interactivo) se encuentra en el distrito de Da'an de Taipéi, cerca Gongguan, donde están ubicados la mayoría de los edificios de departamentos de las facultades y todos los edificios administrativos. Excepciones notables son la Facultad de Ciencias Sociales y la Facultad de Medicina, que se encuentran cerca del  Palacio Presidencial.
Los seis campus son:
- Campus Principal (n.º 1, Sec. 4, Roosevelt Road, Taipéi, Taiwán)
- Facultad de Ciencias sociales y Educación Pública (n.º 21, XuZhou Road, Taipéi)
- Facultad de Medicina (n.º 1, Sec. 1, RenAi Road, Taipéi)
- Hospital Universitario (n.º 7, ZhongShan South Road, Taipéi)
- Granja Universitaria (n.º 7, Jiu-kuang Road, Xindian, Nueva Taipéi)
- Jardín botánico de Wenshan (n.º 4, Lei-kung Po, Geh-tou Tsun, Shiding, Nueva Taipéi)

### Centros de Investigación
Los tres centros de investigación son:
- Granja de Montaña (n.º 136, Jen-heh Road, Ta-tung Tsun, Jen-ai, Nan-tou County)
- Bosque Experimental
- Departamento de Ciencias Forestales (n.º 12, Sec.1, Chien-shan Road, Shiang-shan, Nan-tou County).

## Presidentes de la Universidad
Presidentes de la Universidad Imperial Taihoku:
- Taira Shidehara (幣原坦): marzo de 1928 - septiembre de 1937
- Sadanori Mita (三田定則): septiembre de 1937 - abril de 1941
- Masatsugu Ando (安藤正次): abril de 1941 - marzo de 1945
- Kazuo Ando (安藤一雄): marzo de 1945 - agosto de 1945

Presidentes de la Universidad Nacional de Taiwán:
- Lo Tsung-lo (羅宗洛): agosto de 1945 - julio de 1946
- Lu Chih-houng (陸志鴻): agosto de 1946 - mayo de 1948
- Chuang Chang-kung (莊長恭): junio de 1948 - diciembre de 1948
- Fu Szu-nien (傅斯年): enero de 1949 - diciembre de 1950
- Shen Kang-po (沈剛伯): diciembre de 1950 - enero de 1951
- Chien Szu-liang (錢思亮): enero de 1951 - mayo de 1970
- Yen Cheng-hsing (閻振興): junio de 1970 - julio de 1981
- Yu Chao-Chung (虞兆中): agosto de 1981 - julio de 1984
- Sun Chen (孫震): agosto de 1984 - febrero de 1993
- Kou Guang-hsiung (郭光雄): marzo de 1993 - julio de 1993
- Chen Wei-Jao (陳維昭): agosto de 1993 - junio de 2005
- Lee Si-Chen (李嗣涔): agosto de 2005 - junio de 2013
- Yang Pan-Chyr (楊泮池): junio de 2013 - presente

## Ranking Universitario
La NTU se considera generalmente una de las mejores universidades de Taiwán. La Clasificación académica de universidades de QS (2013/14) la colocó en el puesto 82 del mundo, ocupando el puesto 15 en Asia. El ranking regional QS Asian University Rankings (2013) la coloca en el puesto 22. Fue la mejor de todas las instituciones de educación superior taiwanesas en ambos rankings. A su vez, la universidad se situaba en el puesto 142 en el mundo y 14 en Asia en la Clasificación académica de universidades del THE (2013-14), y en los puestos 51 y 60 en su  Ranking de Reputación Mundial, Ambos considerados como los primeros en Taiwán. Por otra parte, el ARWU (2013) la situó en una posición entre los 101-150 a nivel mundial y la mejor de Taiwán y de toda el área de influencia china.
Además, el Nature Publishing Index da a la NTU en el segundo puesto en Taiwán.

## Alumnos destacados

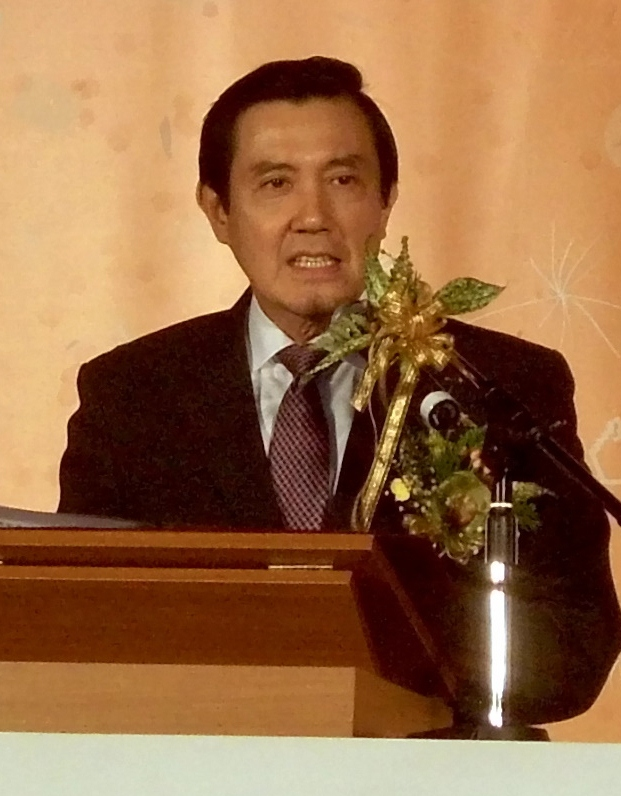
Ma Ying-jeou, expresidente de Taiwán

La Universidad Nacional de Taiwán ha producido muchos alumnos notables. Ma Ying-jeou, presidente de la República de China a partir de 2012, así como los expresidentes Lee Teng-hui y Chen Shui-bian, son graduados de NTU. El Premio Nobel de Química Yuan T. Lee recibió su Bachelor of Science de la universidad. Más de 40 alumnos de la NTU fueron elegidos como miembros la Academia Nacional de Ingeniería de EE.UU o de la Academia Nacional de Ciencias de EE.UU.